# Signalteori (biologi)
Inom evolutionsbiologi är signalteori ett teoretiskt ämne som undersöker kommunikation mellan individer, både mellan samma art och olika arter. Den centrala frågan är när organismer med olika intressen, såsom inom det naturliga urvalet, förväntas ge ärliga signaler (inget antagande görs om medveten intention) istället för att luras. Matematiska modeller visar hur signalering kan bidra till en evolutionär stabil strategi.